# Pierre Cazeneuve
Pour les articles homonymes, voir Cazeneuve.
Pierre Cazeneuve, né le 11 mars 1995 à Saint-Cloud (Hauts-de-Seine), est un homme politique français.
Membre de Renaissance, il est élu député dans la 7e circonscription des Hauts-de-Seine lors des élections législatives de 2022.
Il est conseiller municipal de Saint-Cloud depuis 2014, réélu en 2020.
À la suite de la dissolution de l'Assemblée nationale le 9 juin 2024, Pierre Cazeneuve est candidat à sa réélection aux élections législatives du 30 juin et 7 juillet dans la 7e circonscription des Hauts-de-Seine ; il est réélu dès le premier tour.

## Biographie

### Famille
Fils de Jean-René Cazeneuve, député du Gers et de Béatrice Cazeneuve, cadre à la retraite, il est le frère de Marguerite Cazeneuve, ancienne conseillère d'Emmanuel Macron et actuelle directrice déléguée de l'Assurance maladie. Il est également le beau-frère d'Aurélien Rousseau, ministre de la Santé en 2023.

### Jeunesse et formation
À dix-huit ans, après avoir créé un parti politique destiné aux jeunes, « Allons Enfants », il monte une liste indépendante aux élections municipales à Saint-Cloud, composée uniquement de moins de vingt-cinq ans, et devient conseiller municipal à l'issue du second tour après avoir réuni 15,4% des suffrages.
Diplômé de l'Institut d'études politiques de Paris (Master Corporate and Public Management, 2019) et de HEC Paris (2019), il travaille pendant trois ans dans une start-up qui fabrique des produits médico-dentaires.

### Cabinet du président de la République
En août 2020, Pierre Cazeneuve est nommé au cabinet du président de la République Emmanuel Macron en tant que conseiller technique auprès du chef de cabinet,.
Nommé chef de cabinet adjoint, il assure notamment l'agenda et les déplacements du président durant la sortie de l'épidémie du COVID-19.
En février 2022, il quitte l'Elysée pour devenir chef de cabinet de la campagne d'Emmanuel Macron et œuvre à sa réélection le 24 avril 2022.

### Député des Hauts-de-Seine (depuis 2022)
Il est candidat aux élections législatives de 2022 dans la septième circonscription des Hauts-de-Seine sous l'étiquette LREM, pour succéder à Jacques Marilossian,.
Âgé de 27 ans, il est élu au second tour avec 72,06 % des voix face à Sandro Rato, candidat de REV et soutenu par la coalition de gauche Nupes. Il siège au sein du groupe RE et est membre de la commission du Développement durable et de l'Aménagement du territoire de l'Assemblée nationale.
Il est rapporteur de la loi du 10 mars 2023 relative à l'accélération de la production d'énergies renouvelables. Il entreprend un « tour de France de l'énergie » pour promouvoir la loi et rencontrer les parties prenantes.
Il est membre du Conseil national de la transition écologique (CNTE). En novembre 2023, il est nommé pilote de la commission spéciale chargé du suivi de la planification écologique au sein du CNTE.
Il est nommé vice-président du groupe Renaissance à l'Assemblée nationale.
Il intègre le classement Politico des 31 personnalités qui comptent sur l'énergie et le climat.
À la suite de la dissolution de l'Assemblée nationale le 9 juin 2024, Pierre Cazeneuve est candidat à sa réélection aux élections législatives du 30 juin et 7 juillet dans la 7e circonscription des Hauts-de-Seine ; il est réélu dès le premier tour.
En juin 2025, il annonce avoir déposé un texte à l’Assemblée afin de repousser peu à peu l’âge légal de départ à la retraite à 65 ans d’ici à 2042.

## Autres
Il est propriétaire, conjointement avec son père, d'une société civile immobilière pour sa maison de famille dans le Gers estimée à 600 000 euros.